# Glitteröronkolibri
Glitteröronkolibri (Colibri coruscans) är en fågel i familjen kolibrier.

## Utseende och läte
Glitteröronkolibrin är en stor kolibri med praktfull dräkt i glittrande grönt. På kinder och buk syns lilablå fläckar. Sången består av en ihållande serie med metalliska tjippande toner.

## Utbredning och systematik
Glitteröronkolibri delas in i två underarter:
- C. c. germanus – förekommer på tepuis i södra Venezuela, östra Guyana och angränsande norra Brasilien
- C. c. coruscans – förekommer i bergsområden från Colombia och Venezuela till nordvästra Argentina

## Levnadssätt
Glitteröronkolibrin är vanlig och vida spridd i Anderna där den ses i skogsbryn, buskig odlingsbygd samt i byar och städer. Den påträffas från 400 till 4500 meters höjd, vanligast från subtropiska zonen upp till höga höjder, men kan även röra sig neråt till Andernas förberg. Fågeln är mycket aggressiv och dominerar vanligen över andra kolibrier vid kolibrimatare eller blommor.

## Status
Arten har ett stort utbredningsområde och internationella naturvårdsunionen IUCN kategoriserar arten som livskraftig. Beståndsutvecklingen är dock oklar.

## Bilder

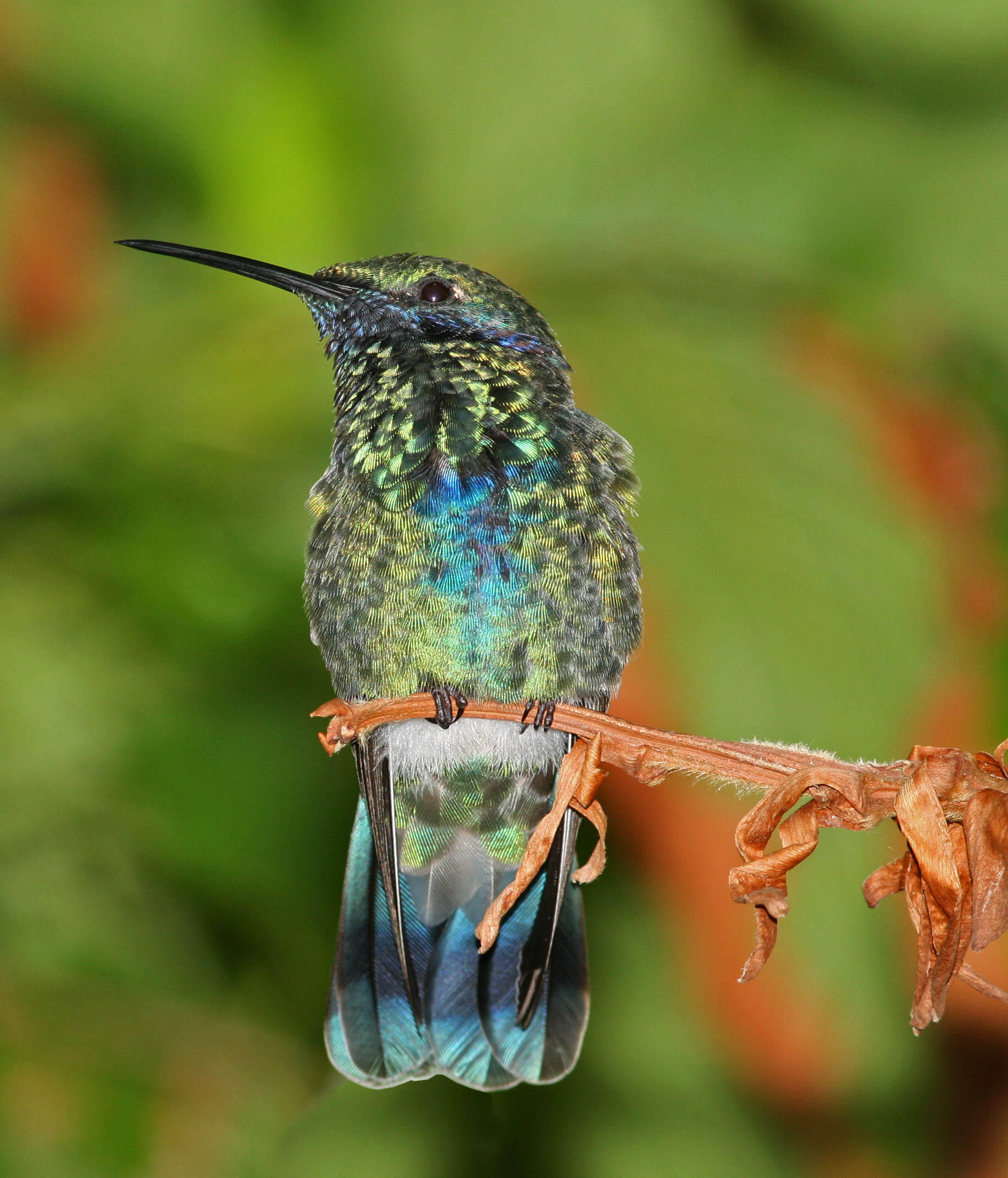
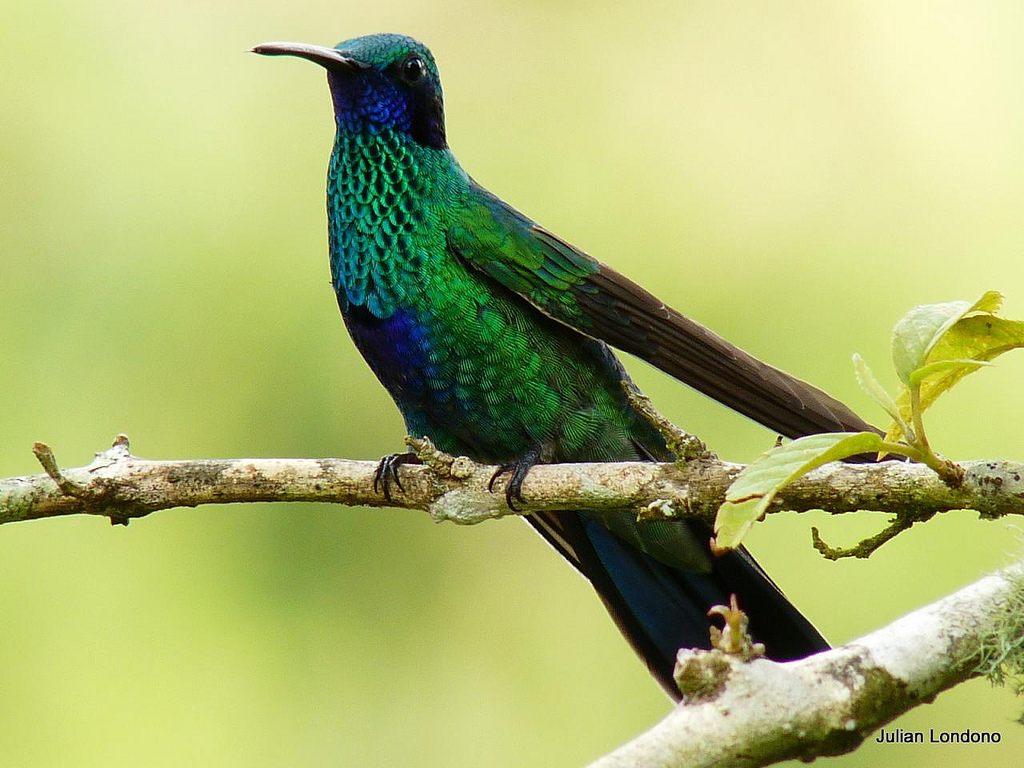
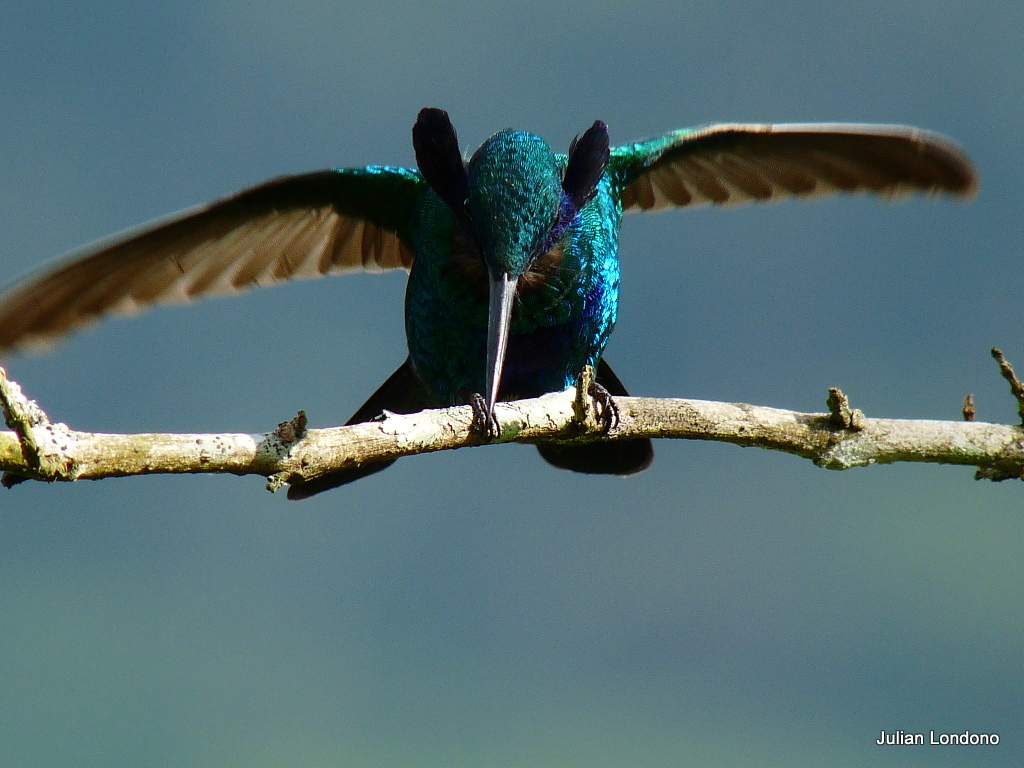
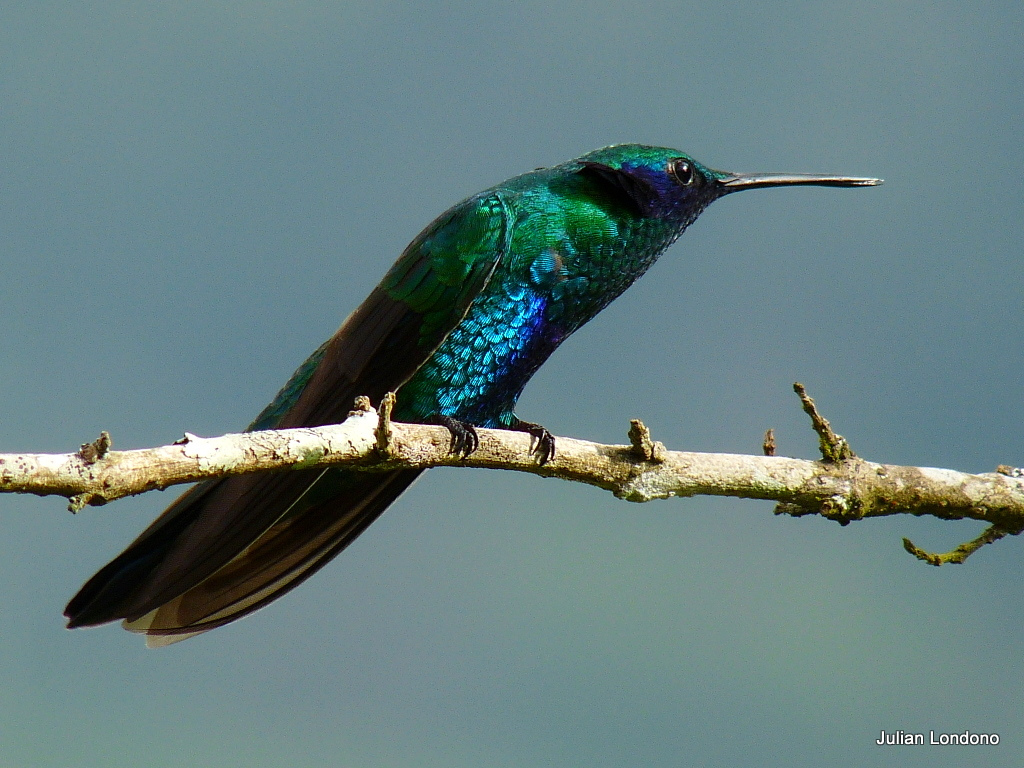